# Powiat Miike
Powiat Miike (jap. 三池郡 Miike-gun) – dawny powiat w Japonii, w prefekturze Fukuoka. W 2007 roku liczył 14 015 mieszkańców i zajmował powierzchnię 41 km².

## Historia[2]

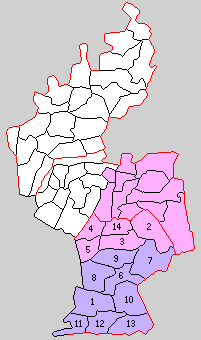
Powiat Miike (1–14 – 1889 r.)

W pierwszym roku okresu Meiji na terenie powiatu znajdowały się 2 miejscowości i 70 wiosek. Powiat został założony 1 listopada 1878 roku. 1 kwietnia 1889 roku powiat został podzielony 2 miejscowości: Ōmuta i Miike oraz 12 wiosek: Hae, Futakawa, Enōra, Kai, Ginsui, Kamiuchi, Tegama, Kuranaga, Mikawa, Hayame, Tamagawa i Iwata.
- 1 maja 1907 – wioska Ginsui powiększyła się o teren wiosek Kamiuchi, Tegama i Kuranaga. (2 miejscowości, 9 wiosek)
- 1 października 1912 – wioska Mikawa zdobyła status miejscowości. (3 miejscowości, 8 wiosek)
- 1 marca 1917 – miejscowość Ōmuta zdobyła status miasta. (2 miejscowości, 8 wiosek)
- 1 kwietnia 1929 – miejscowość Mikawa została włączona w teren miasta Ōmuta. (1 miejscowość, 8 wiosek)
- 1 października 1931 – w wyniku połączenia wiosek Iwata, Futakawa i Enōra powstała wioska Takata. (1 miejscowość, 6 wiosek)
- 17 kwietnia 1938 – wioska Hayame zdobyła status miejscowości. (2 miejscowości, 5 wiosek)
- 1 kwietnia 1941 – miejscowości Miike i Hayame oraz wioski Ginsui i Tamagawa zostały włączone w teren miasta Ōmuta. (3 wioski)
- 1 kwietnia 1942 – wioska Takata powiększyła się o teren wiosek Hae i Kai. (1 wioska)
- 1 sierpnia 1958 – wioska Takata zdobyła status miejscowości. (1 miejscowość)
- 10 kwietnia 1959 – miejscowości Takata powiększyła się o część wioski Yamakawa (z powiatu Yamato).
- 29 stycznia 2007 – w wyniku połączenia trzech miejscowości Takata, Setaka i Yamakawa (obu z powiatu Yamato) powstało miasto Miyama. W wyniku tego połączenia powiat został rozwiązany.